# هامان کانتی
هامان کانتی (به لاتین: Haman County) یک منطقهٔ مسکونی در کره جنوبی است که در استان گیونگ‌سانگ جنوبی واقع شده‌است.‌هامان کانتی ۴۱۷ کیلومتر مربع مساحت و ۶۳٬۴۳۵ نفر جمعیت دارد.